# Potamites ocellatus
Potamites ocellatus är en ödleart som beskrevs av  Sinitsin 1930. Potamites ocellatus ingår i släktet Potamites och familjen Gymnophthalmidae. Inga underarter finns listade i Catalogue of Life.